# 蒂米什瓦拉
蒂米什瓦拉（羅馬尼亞語：Timișoara，/ti.mi'ʃǒa.ra/；巴纳特保加利亚语：Timišvár），罗马尼亚西部主要城市，巴纳特地区的历史首都，现为蒂米什县首府，市区面积129.2平方公里，人口336,089人（2006年）。

## 地理
蒂米什瓦拉得名于蒂米什河，虽然实际上流经该城的是贝加河（Bega）。其人口以罗马尼亚人为主，但是也有相当数量的马扎尔人、德国人、塞尔维亚人，以及一些巴纳特保加利亚人、意大利人、希腊人、犹太人和羅姆人。该城长期受哈布斯堡王朝统治，深受奥地利文化影响，有“小维也纳”之称。

## 经济
蒂米什瓦拉是著名的教育和工业中心，以医药、机械和电子产品著名。它是第一个使用电灯作为街道照明的欧洲城市（1884年），传说市区内跨贝加河的桥梁是居斯塔夫·埃菲尔的杰作。

## 历史

### 蒂米什瓦拉事件

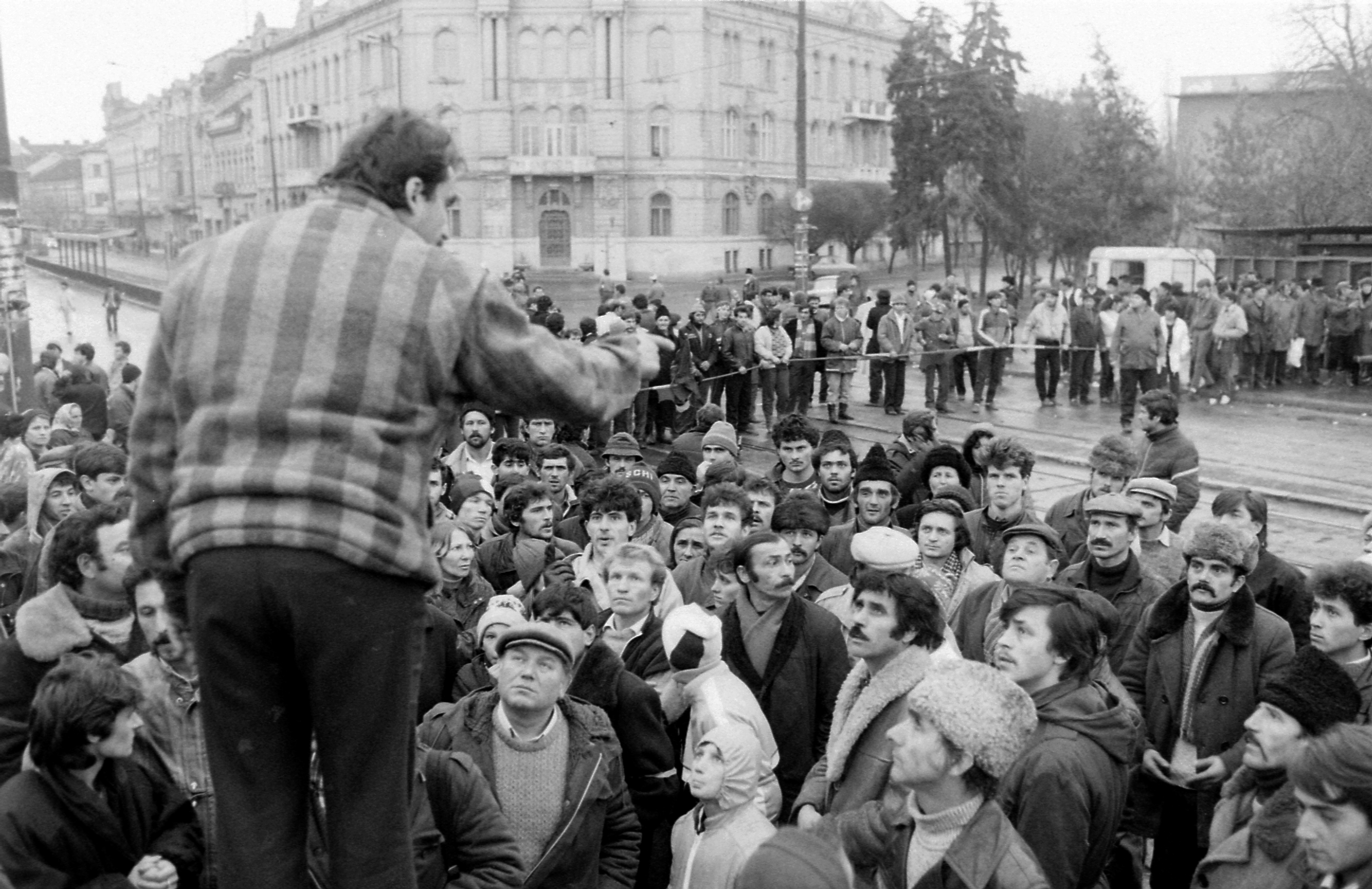
1989年蒂米什瓦拉示威活动

1989年12月16日，该城发生了蒂米什瓦拉事件，引发了1989年羅馬尼亞革命。
1956年匈牙利革命期间，曾发生大规模学生抗议事件，后遭罗马尼亚当局镇压。1989年，蒂米什瓦拉當地一個匈牙利族归正会助理牧师托克斯·拉兹罗，被政府要求驅逐出境，引發當地的匈牙利族居民的反彈與不滿，而且匈牙利人在羅馬尼亞的地位也偏低，更加激化衝突。結果在12月16日當天發生警察與當地居民的激烈衝突，結果警察對居民開槍，造成數人的傷亡。
但是蒂米什瓦拉的衝突事件卻引發了羅馬尼亞境內大規模反政府的遊行與示威活動，而且當時已經有傳聞指出「蒂米什瓦拉事件死傷人數近萬」，1989年12月20日，羅馬尼亞首都布加勒斯特便發生要求徹查蒂米什瓦拉事件真相的集會，並且抨擊政府處置方式失當；而這場集會也受到保安部隊的鎮壓而出現死傷，而這樣的場景也透過電視傳播到羅馬尼亞全國，引發全國人民對於齊奧塞斯庫政權的強烈不滿，而導致全國性反齊奧塞斯庫的騷動。

## 对外关系
德国、意大利和塞尔维亚三国在蒂米什瓦拉设有总领事馆。

## 友好城市
| - 義大利萨萨里 - 義大利法恩扎 - 法國米卢斯 - 德国卡尔斯鲁厄 - 法國吕埃-马尔迈松 - 德国格拉 | - 匈牙利塞格德 - 義大利特雷维索 - 塞爾維亞诺维萨德 - 義大利巴勒莫 - 中國深圳 |